# Pycnanthemum flexuosum
Pycnanthemum flexuosum là một loài thực vật có hoa trong họ Hoa môi. Loài này được (Walter) Britton, Sterns & Poggenb. miêu tả khoa học đầu tiên năm 1888.